# Muyil
Muyil, más néven Chunyaxché egy maja régészeti lelőhely délkelet-Mexikóban, Quintana Roo államban. Eredeti maja neve nem ismert, mai két nevén (a közeli két tó neve alapján) a spanyol gyarmati időszak óta nevezik.

## Leírás
Muyil a Yucatán-félsziget keleti részén, Quintana Roo államban található, a Sian Ka’an Bioszféra-rezervátum területén, őserdővel körülvéve. Már a késői preklasszikus korban (i. e. 300 és i. e. 50 között) lakott volt, ekkor a mai Belize északi és a mai Quintana Roo déli részén található településekkel állt szorosabb kapcsolatban. A korai klasszikus korban (i. sz. 250–600) már fontos város volt, ekkor épült például (Petén stílusban) a mai bejáratnál található épületcsoportban található három alapzat, valamint a Palota nevű épület. A késői klasszikus korban a félsziget belsejével épített ki kapcsolatokat, erre az időszakra a nagy mértékű népességnövekedés volt a jellemző, illetve ekkor épült további néhány, mindmáig fennmaradt épület. A korai posztklasszikus korban (1000–1200) előbb Chichén Itzával, majd Mayapánnal állt kapcsolatban, majd a késői posztklasszikus korban (1200–1450), amikor a partmenti kereskedelmi hálózatba is bekapcsolódva még nagyobb jelentőséget nyert, további épületek jöttek létre.
Az úgynevezett Bejárati Épületcsoportban több piramisos talapzat, templom és oltár található, például a 7H3-asnak nevezett templom, amelyben mindmáig fennmaradtak a vörös, fekete és jellegzetes „maja-árnyalatú” kék színekkel készült falfestmények egyes részletei. Az ösvényeken továbbhaladva érhető el a 17 méter magas, különleges kialakítású Palota, amely valójában szintén templomként szolgált. Tetején egy kisebb, kerek épületrész található, amelynek szerepe ma ismeretlen, de vannak, akik azt feltételezik, hogy a maják szent fáját, a ceibát jelképezi, az egykor belőle kiálló kövek pedig a fa törzsének tüskéit. A templomban két oltár is található, az egyiknél a régészek 2002-ben apró, zöld kövekből, kagylókból és csigákból készült, felajánlott tárgyakat találtak. Az épület hátsó részén található stukkós fríz domborművén két gém látható, amint ellentétes irányban gyalogol. A 8-as Templom egy 15 m × 20 m-es piramisos talapzat tetején áll, és egy alacsony fallal van körbevéve, ami azt jelenthette, hogy a belépés csak szűk körök tagjainak számára, például a papok számára volt engedélyezett. A területen található épületcsoportok közepén kisebb, négyzet alakú alapzatok emelkednek ki a földből, mind a négy oldalukon lépcsőzettel. Ezeket arra használták, hogy a magas rangú emberek ezekre felállva tudjanak szólni a néphez.

## Képek

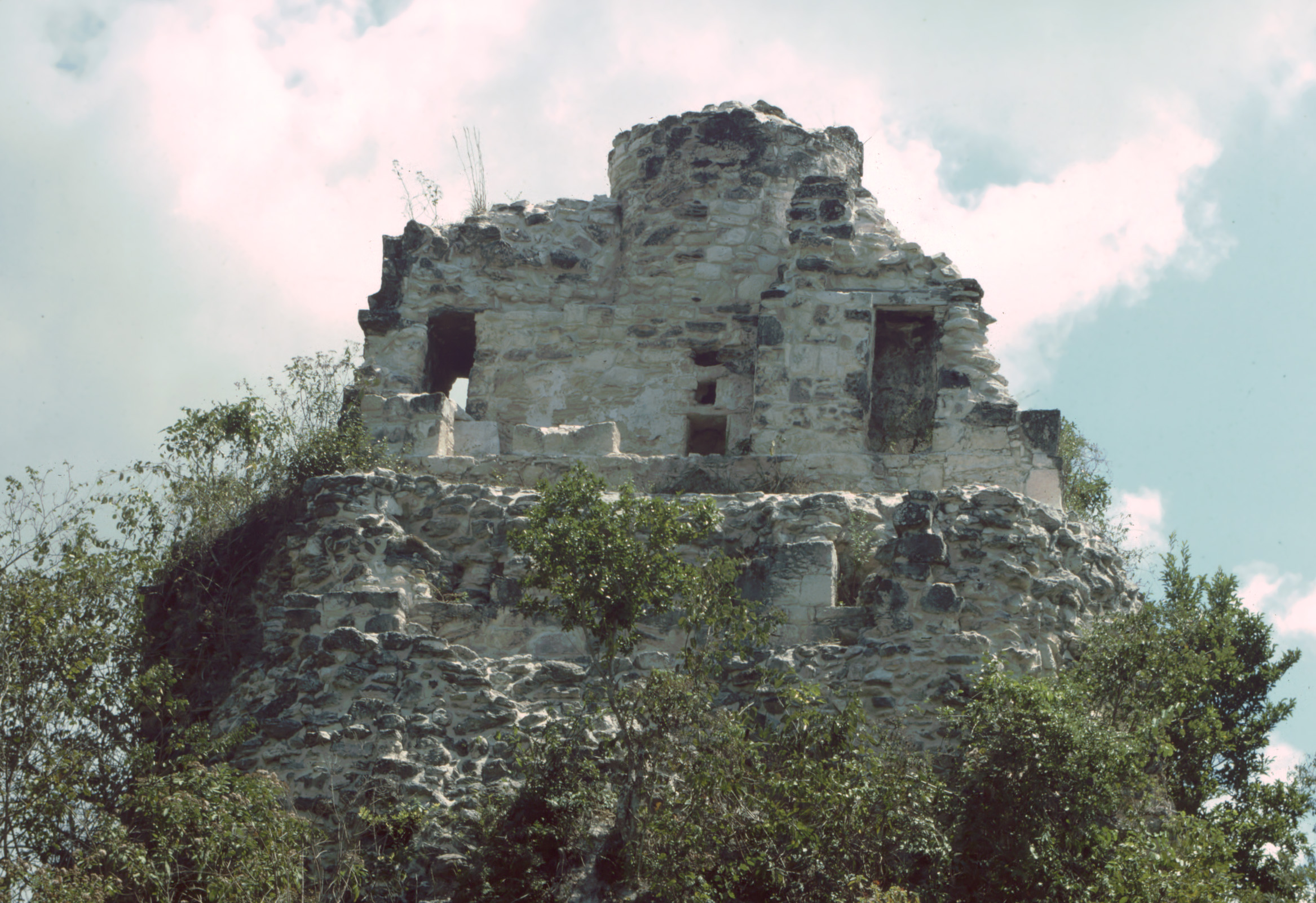
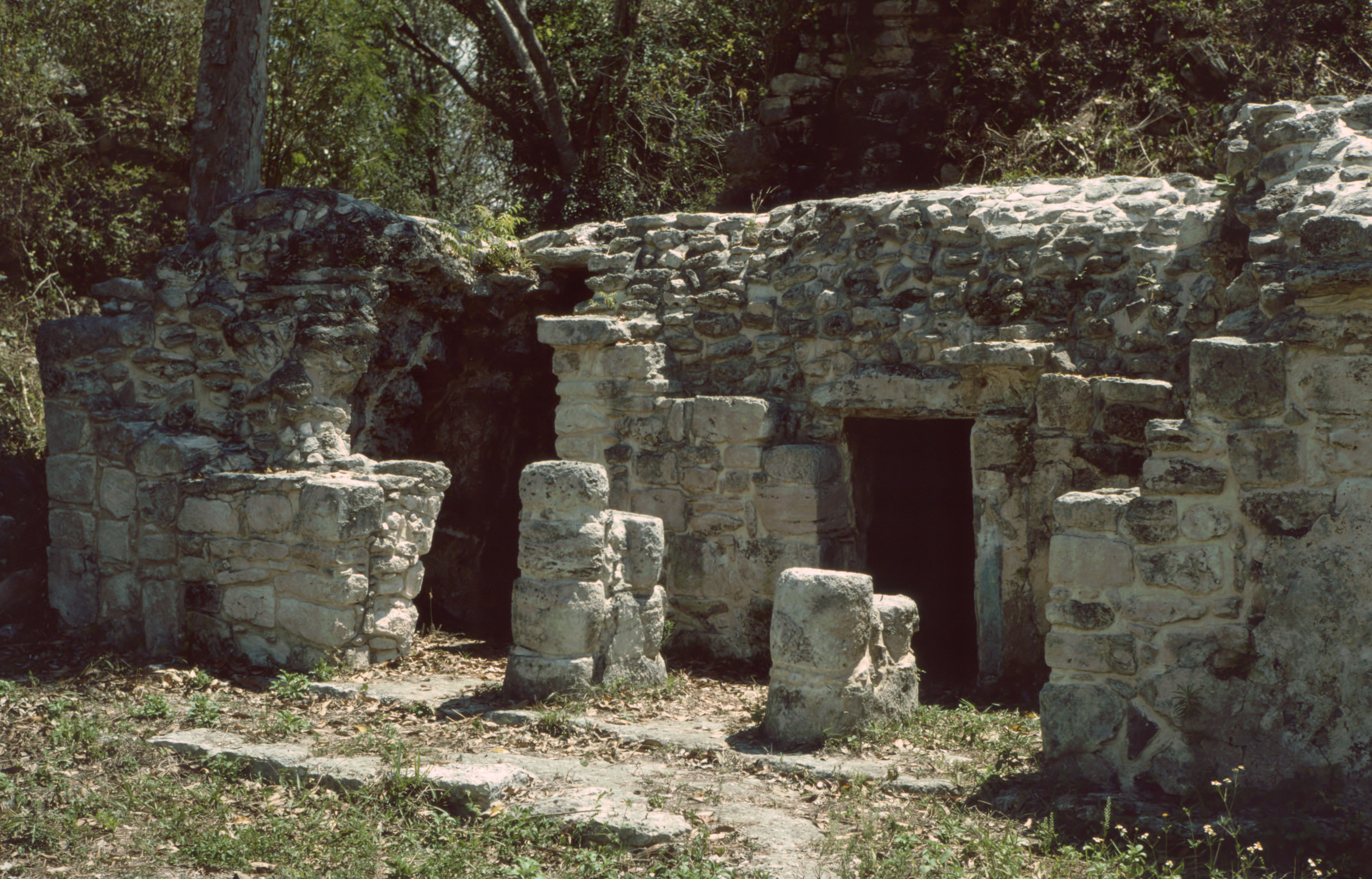
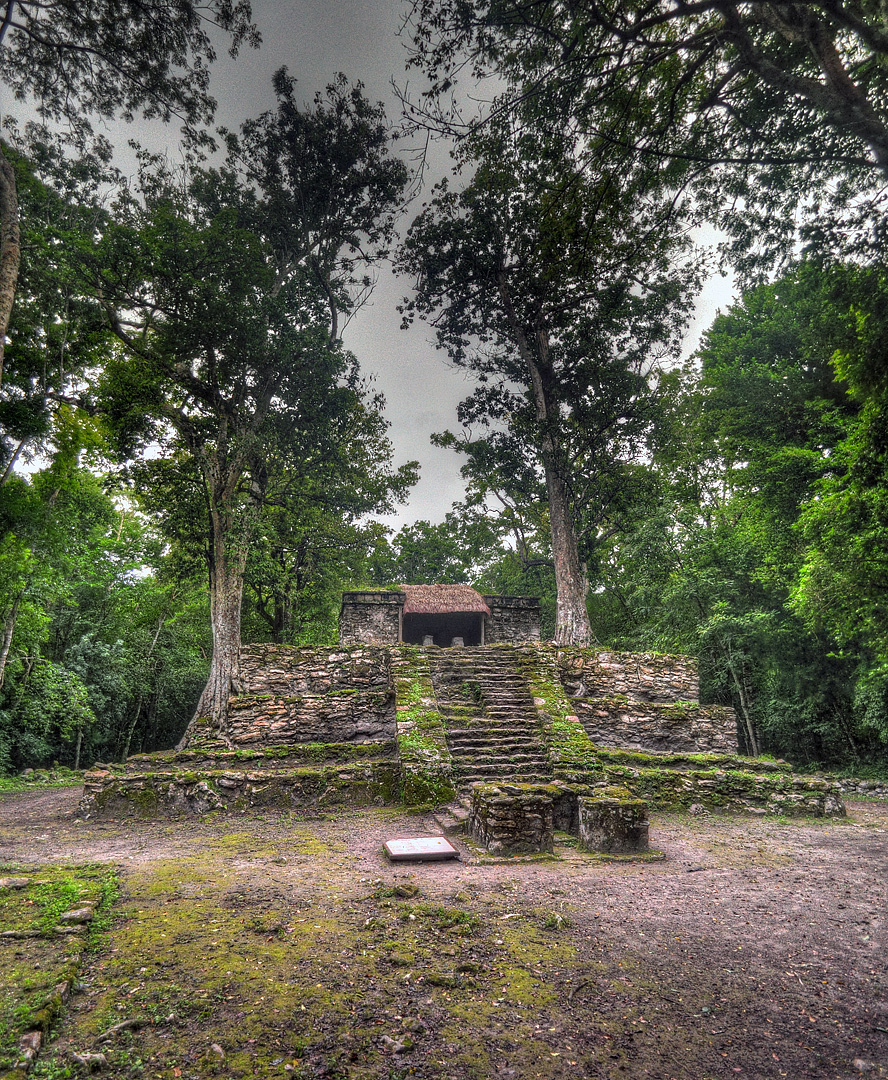
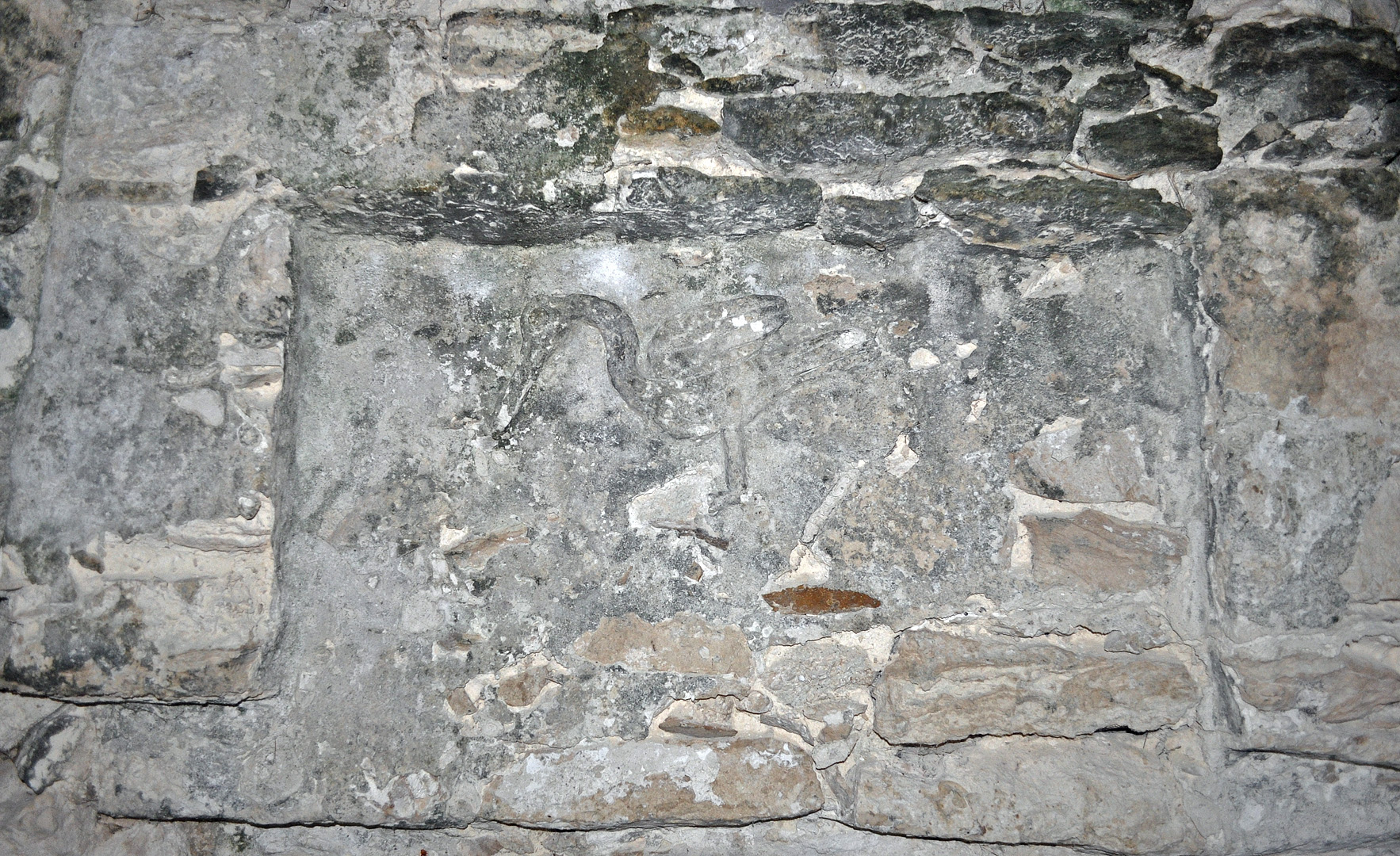